# Clase Foca
Los Clase Foca fueron dos minisubmarinos de asalto diseñados para la Armada Española por un grupo de ingenieros alemanes que ofertaron a las autoridades españolas la posibilidad de construir una serie de submarinos de asalto, utilizando la experiencia adquirida durante la Segunda Guerra Mundial. Actualmente se conservan como buque museo el Foca I (SA-41) en Mahón y el Foca II (SA-42) en Cartagena.

## El submarino
Este grupo de ingenieros encabezados por el Dr. Erich Vollbrecht aportó una gran cantidad de material microfilmado sobre el tema. Así pues, la Empresa Nacional Bazán comenzó a diseñar un minisubmarino partiendo del modelo alemán Seehunde. Este minisubmarino llevaría en España la denominación Foca, que es la traducción literal del alemán.
La propulsión se realizaba mediante un motor diésel de la marca Pegaso de 125 CV y un motor eléctrico Cenemesa (patente Siemens) de 110 CV.
Gracias a los 2 kg/cm² de presión de los gases de escape, estos minisubmarinos podían sumergirse con el motor diésel encendido, lo que les permitía una inmersión del orden de 6 segundos antes de apagar los motores diésel y empezar a funcionar con los eléctricos. Además, disponían de un sistema de apagado automático del motor diésel por debajo de la cota de 10 metros, pudiendo llegar a una cota de inmersión máxima de 80 metros, y de 40 metros con los dos torpedos
La tripulación, formada por dos personas, no podía ponerse de pie, lo que limitaba su autonomía a no más de 50 horas.
El armamento consistía en dos torpedos tipo G7e montados en el exterior del sumergible, lo que ocasionaba un notable desequilibrio tras el disparo de uno de ellos.
Entre sus características, destacaba la escotilla de acceso con cubierta transparente.

## Historial y situación actual

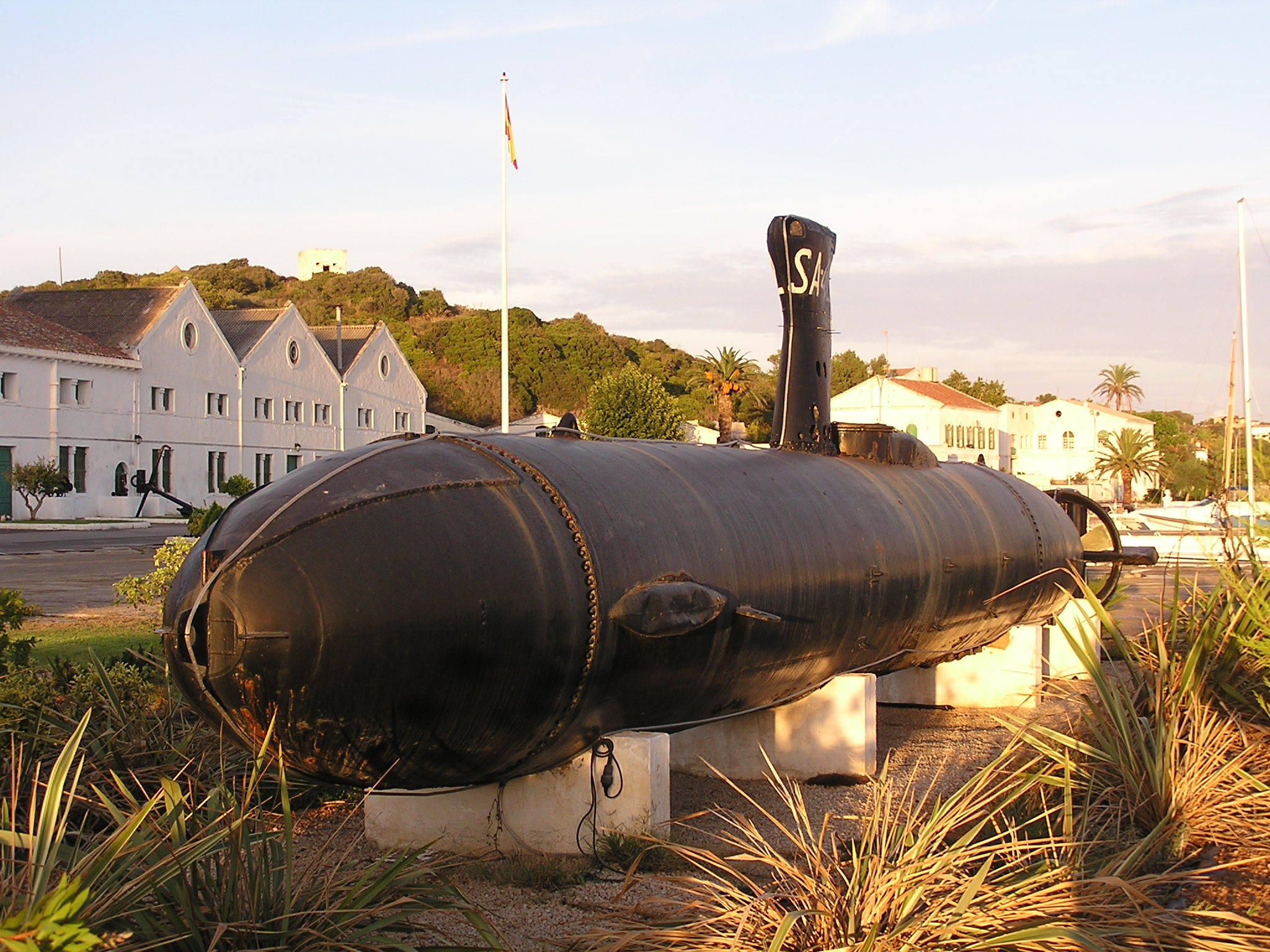
Foca II (SA-42) conservado en la Estación Naval de Mahón.

Debido al aislamiento al que estaba sometida España en esa época y a la precaria industria de la que se disponía, la oportunidad de ponerse a la par de las armas submarinas de europeas pasó de largo para la Armada Española. No obstante y pese a la escasez del acero apropiado para la construcción de dichos submarinos (al igual que le ocurría a la serie G, los Tipo VIIC españoles), se terminaron dos unidades, el SA-41 y el SA-42.
Pese a su elevado coste de mantenimiento y a los problemas originados por las baterías (generación de gases de hidrógeno), ambas unidades fueron operativas entre los años 1963 y 1967, realizando un total de 50 salidas el SA-41 y 28 el SA-42.
Se conservan las dos unidades producidas como barcos museo. El SA-41 en la Estación Naval de Mahón en la isla de Menorca y el SA-42 en la Base Isaac Peral en Cartagena.